# Хардинг, Карен
Карен Хардинг (англ. Karen Harding; род. в 1991) — британская певица из Консетта, графства Дарем. В январе 2015 года выпустила свой дебютный сингл «Say Something», который занял 7-е место в UK Singles Chart.

## Ранняя жизнь
Родилась в семье английского отца и филиппинской матери. Выросла в Консетте. Окончила Moorside Community Technology College. Подрабатывала у своих родителей в магазине восточных сладостей, а в 2008 году выиграла конкурс Music Means Life. Одна из первых её записей была кавер-версия на антирасисткую песню «Strange Fruit» (в первую очередь известную в исполнении Билли Холидей).

## Карьера
В 2010 году приняла участие в телевизионной программе Eurovision: Your Country Needs You, национальный отбор, решающий кто будет представлять Великобританию на «Евровидении», но выбыла из конкурса после исполнения песни Кайли Миноуг «What Do I Have to Do». Также участвовала в десятом сезоне шоу талантов The X Factor, но также выбыла оттуда по решению членов жюри во время прослушивания.
После The X Factor на певицу обратил внимание MNEK, который услышал выложенную в интернете кавер-версию Карен на песню Disclosure «Latch». Впоследствии певица подписала контракт с лейблом Disclosure Method Records. В январе 2015 года на этом лейбле и на Capitol Records был выпущен дебютный сингл Карен «Say Something», продюсером которого выступил MNEK. Хардинг привлекла внимание таких журналов, как Fact, MuuMuse, Noisey и The Singles Jukebox, а «Say Something» достиг 7-го места в UK Singles Chart и прозвучал на радиостанциях BBC Radio 1 и 1Xtra.
Сотрудничала с такими продюсерами и авторами песен, как Том Оспол, CocknBullKid, Марк Джей Фейст, Джимми Нейпс и Biffco. Совместно с дуэтом Arches' Карен записала сингл «New Love», премьера которого состоялась в апреле 2015 года. Также совместно с дуэтом Blonde в августе того же года выпустила сингл «Feel Good (It’s Alright)». Выступала на таких фестивалях, как Birmingham Pride, Lovebox, Manchester Pride и The Parklife.
В качестве повлиявших на неё женских исполнителей Хардинг называет Мэрайю Кэри, Уитни Хьюстон, Джанет Джексон и Лизу Стэнсфилд, а также исполнителей в стиле танцевальной музыки и гэриджа — Artful Dodger, Крейга Дэвида и Madison Avenue. Ещё в качестве повлиявшей на неё музыки она называет хаус-музыку 1990-х годов.
В мае 2016 года Хардинг была выбрана для исполнения государственного гимна Англии на финале Кубка Англии 2016 года. Однако она пропустила свою реплику и сумела присоединиться к толпе только на последних нескольких строчках.

## Дискография

### Синглы
| «Say Something»                                              | 2014 | 7 | 80 | 73 | 11 | - BPI: Платиновый | Неальбомный сингл |
| «Open My Eyes»                                               | 2016 | — | —  | —  | —  |                   | Неальбомный сингл |
| «Like I Can» (с Tough Love)                                  | 2016 | — | —  | —  | —  |                   | Неальбомный сингл |
| «Runaway» (with Tom Ferry)                                   | 2018 | — | —  | —  | —  |                   | Неальбомный сингл |
| «Picture»                                                    | 2018 | — | —  | —  | —  |                   | Неальбомный сингл |
| «You Already Know» (с Полом Вулфлордом)                      | 2019 | — | —  | —  | —  |                   | Неальбомный сингл |
| «I Don’t Need Love» (с Wh0)                                  | 2019 | — | —  | —  | —  |                   | Неальбомный сингл |
| «Rely» (с Future Kings & L'Tric)                             | 2020 | — | —  | —  | —  |                   | Неальбомный сингл |
| «Undo My Heart» (с Digital Farm Animals)                     | 2020 | — | —  | —  | —  |                   | Неальбомный сингл |
| «Morning» (с Shift K3Y)                                      | 2021 | — | —  | —  | —  |                   | Неальбомный сингл |
| «—» означает, что сингл не попал в чарты или не был выпущен. |      |   |    |    |    |                   |                   |

### В качестве приглашённого исполнителя
| «New Love» (Arches при участии Карен Хардинг)                        | 2015 | —  | — |  | Неальбомные синглы                            |
| «en:Feel Good (It's Alright)» (Blonde при участии Карен Хардинг)     | 2015 | 76 | — |  | Неальбомные синглы                            |
| «Sweet Lies» (Wilkinson при участии Карен Хардинг)                   | 2016 | —  | — |  | Hypnotic                                      |
| «Good for Me» (Джорджио Мородер при участии Карен Хардинг)           | 2016 | —  | — |  | TBA                                           |
| «Gun Shy» (ImanoS при участии Pusha T и Карен Хардинг)               | 2017 | —  | — |  | xXx: Return of Xander Cage (Музыка из фильма) |
| «Down» (FooR при участии Карен Хардинг)                              | 2017 | —  | — |  | Неальбомные синглы                            |
| «The Weekend» (This Diamond Life при участии Карен Хардинг)          | 2017 | —  | — |  | Неальбомные синглы                            |
| «More & More» (Том Занетти при участии Карен Хардинг)                | 2017 | 73 | — |  | Неальбомные синглы                            |
| «Stay» (Le Youth при участии Карен Хардинг)                          | 2018 | —  | — |  | Неальбомные синглы                            |
| «All for You» (Wilkinson при участии Карен Хардинг)                  | 2019 | —  | — |  | Неальбомные синглы                            |
| «Let’s Get Together» (Illyus & Barrientos при участии Карен Хардинг) | 2020 | —  | — |  | Неальбомные синглы                            |
| «—» означает, что запись не попала в чарты или не была выпущена.     |      |    |   |  |                                               |

### Появления в качестве гостя
| Название     | Год  | Исполнитель | Альбом            |
| ------------ | ---- | ----------- | ----------------- |
| «All U Need» | 2018 | Example     | Bangers & Ballads |

### В качестве автора песен
| Название                              | Год  | Исполнитель  | Альбом            | В соавторстве с                                                         |
| ------------------------------------- | ---- | ------------ | ----------------- | ----------------------------------------------------------------------- |
| «Together»                            | 2015 | The Magician | Неальбомный сингл | Стивен Фасано, Марк Ральф, Райан Кэмпбелл, Эдвард Томас, Зак Зилезник   |
| «Shame»                               | 2016 | Алекс Ньюэлл | Power EP          | Томас Дуттон, Джордж Тиззард, Ричард Паркхаус                           |
| «Love You Better» (featuring Sabella) | 2016 | Антон Пауэрс | Неальбомный сингл | Антон Пауэрс, Скотт Россер, Филип Вудхэд, Tonino Speciale, Роберт Харви |
| «Figure You Out»                      | 2018 | Феликс Йен   | I                 | Феликс Йен, Tonino Speciale                                             |
| «Pyramids»                            | 2018 | Kokiri       | Неальбомный сингл | Дэвид Асанте, Tonino Speciale                                           |
| «Shame on You»                        | 2018 | Клэр Ричардс | My Wildest Dreams | Челси Граймс, Дэниел Хелой Дэвидсен, Питер Уоллевик, Мич Хансен         |
| «Stay the Night» (with Camden Cox)    | 2019 | Just Kiddin  | Неальбомный сингл | Люис Томпсон, Лор Ривелл, Камден Кокс                                   |
| «I Think That I Like You» (с Кайзой)  | 2020 | Том Ферри    | Неальбомный сингл | Джеймс Одри, Эйрик Тиллерли, Филип Колсет, Кайза Рей Эллестад           |